# Niebo na Wrzecionie
Niebo na Wrzecionie – album studyjny polskiego rapera Flinta. Wydawnictwo ukazało się 7 kwietnia 2017 roku nakładem wytwórni muzycznej Gram Records w dystrybucji Fonografiki. Jedynym producentem albumu był Luxon. Gościnnie na albumie pojawił się raper Lazy, którego można było usłyszeć w refrenie utworu „Pharcyde”. Oprócz tego chórki do utworów „Znam tylko drogę do piekła” i „Zwierzątko” dograła wokalistka Dotcom. Album był promowany teledyskami do utworów „Jestem Twoim Narkotykiem”, „Diss na Zakochanych”, „Dope Boyz/Dajcie mi nieśmiertelność” oraz „Tato”.

## Lista utworów[3]
| 1.  | "Pharcyde"                   | 3:48  |
|     |                              |       |
| 2.  | "Dope Boyz"                  | 2:40  |
|     |                              |       |
| 3.  | "Diss na Zakochanych"        | 5:17  |
|     |                              |       |
| 4.  | "Niepoliczalny"              | 5:18  |
|     |                              |       |
| 5.  | "Jotuze"                     | 4:39  |
|     |                              |       |
| 6.  | "Dajcie mi nieśmiertelność"  | 4:20  |
|     |                              |       |
| 7.  | "Jestem Twoim Narkotykiem"   | 3:50  |
|     |                              |       |
| 8.  | "Tato"                       | 3:54  |
|     |                              |       |
| 9.  | "Znam tylko drogę do piekła" | 4:18  |
|     |                              |       |
| 10. | "Zwierzątko"                 | 3:21  |
|     |                              |       |
|     |                              | 41:25 |
|     |                              |       |